# Мантийные глиоциты
Мантийные (саттелитные) глиоциты — глиальные клетки, которые покрывают тела нейронов в спинальных, симпатических и парасимпатических ганглиях. Мантийные глиоциты также, как и Шванновские клетки, развиваются из клеток нервного гребня. Мантийные глиоциты выполняют множество разных функций, включая контроль микросреды симпатических ганглиев. Считается, что они выполняют ту же функцию, что и астроциты в центральной нервной системе (ЦНС). Они снабжают питательными веществами окружающие их нейроны и выполняют структурную функцию. Также они выполняют амортизирующую функцию. Кроме того, на поверхности этих клеток находятся различные рецепторы, которые позволяют им реагировать на некоторые нейроактивные вещества. Со многими из этих рецепторов связаны причины возникновения различных болезней, в том числе хронических болей и герпеса.

## Анатомия

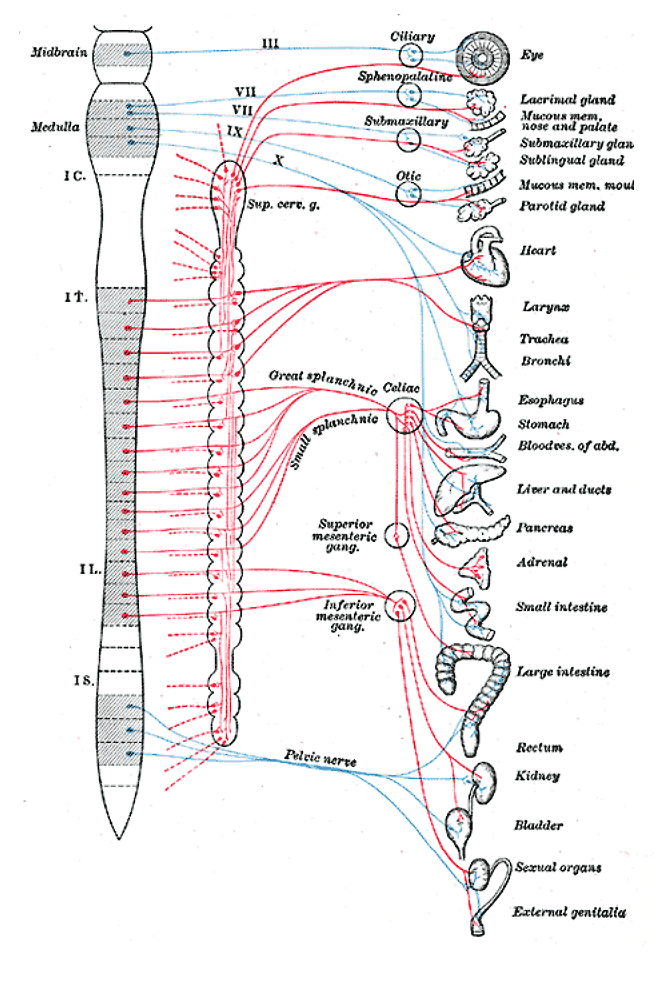
Мантийные глиоциты находятся во всех симпатических и парасимпатических ганглиях соответствующих отделов нервной системы.

Мантийные глиоциты – это основные глиальные клетки, имеющиеся в периферической нервной системе, а именно в спинальных, симпатических и парасимпатических ганглиях. Они образуют тонкую клеточную оболочку вокруг нейронов в этих ганглиях.
```
В центре тела мантийного глиоцита находится одно относительно большое 
ядро
. Со всех сторон тела глиоцита образуются плоские периневральные выросты. Область, содержащая ядро, имеет наибольший объем 
цитоплазмы
, поэтому в месте, где находится ядро глиоцита, оболочка нейрона толще.
[
2
]
 Оболочка нейрона может быть еще толще, если несколько глиоцитов находятся поверх друг друга, толщина каждого из глиоцитов примерно 0,1 микрометра.
[
7
]
```

Несмотря на уплощенную форму, мантийные глиоциты содержат все обычные органеллы, необходимые для образования различных клеточных продуктов и поддержания гомеостаза внутри клетки. Плазматическая мембрана в мантийном глиоците тонкая и не очень плотная, на мембране находятся молекулы клеточной адгезии, рецепторы к нейромедиаторам и к другим молекулам, и ионные каналы, в частности калиевые. В отдельных мантийных глиоцитах есть и гранулярная, и агранулярная  эндоплазматическая сеть(ЭПС), но агранулярная ЭПС встречается реже. Чаще всего аппарат Гольджи и центриоли в мантийных глиоцитах находятся близко к ядру. С другой стороны, митохондрии встречаются по всей цитоплазме  наряду с органеллами, участвующими в аутофагии и других формах катаболического разложения, такими как лизосомы, липофусциновые гранулы  и пероксисомы. Микротрубочки и промежуточные филаменты также находятся по всей цитоплазме и чаще всего они расположены параллельно оболочке нейрона, которую образуют глиоциты. Большая концентрация этих филаментов имеется в мантийных глиоцитах, окружающих аксонные бугорки и начальные части аксонов нейронов  симпатических ганглиев. В некоторых мантийных глиоцитах ученые обнаружили одну ресничку, отрастающую от клеточной поверхности рядом с ядром и уходящую далеко в внеклеточное пространство в глубокой выемке плазматической мембраны. Однако эта ресничка состоит только из 9 пар микротрубочек, без центральной пары, что делает ее сильно похожей на реснички нейронов, швановских клеток и астроцитов в ЦНС.

### В спинальном чувствительном ганглии
Мантийные глиоциты в спинальном ганглии – это пластинчатые клетки, которые чаще всего находятся в виде сплошной оболочки из нескольких таких клеток вокруг каждого сенсорного нейрона. Количество мантийных глиоцитов, составляющих оболочку нейрона, увеличивается пропорционально увеличению объема нейрона, который они окружают. Кроме того, объем оболочки увеличивается пропорционально увеличению поверхности тела нейрона. Расстояние между оболочкой и плазматической мембраной нейрона равно 20 нанометров, благодаря чему нейрон вместе  с оболочкой из мантийных глиоцитов образуют одну анатомическую и функциональную единицу. Эти индивидуальные единицы отделены друг от друга соединительной тканью. Однако есть  группы из 2-3 нейронов, находящихся рядом друг с другом и не разделенных соединительной тканью. Чаще всего каждый нейрон в группе окружен своей оболочкой, но не всегда. У некоторых сенсорных нейронов есть микроворсинки, которые отходят от их клеточной поверхности. Благодаря близости нейронов к оболочкам из мантийных глиоцитов, эти микроворсинки нейронной плазматической мембраны попадают в желобки оболочки, что, возможно, позволяет клеткам обмениваться веществами друг с другом.

### В симпатическом ганглии
В симпатических ганглиях мантийные глиоциты являются одним из трех основных видов клеток, другие два вида: нейроны симпатических ганглиев и малые интенсивно флуоресцирующие клетки(МИФ-клетки), SIF cells of sympathetic ganglia are separated into groups, each of which is surrounded by an SGC sheath. являющиеся интернейронами. МИФ-клетки симпатических ганглиев разделены на группы, каждая из которых окружена оболочкой из мантийных глиоцитов. Мантийные глиоциты симпатических ганглиев приходят из нервного гребня и не пролиферируют в процессе эмбрионального развития до появления и созревания нейронов, что свидетельствует о том, что нейроны запускают деление и созревание мантийных глиоцитов. Мантийные глиоциты в симпатических ганглиях имеют ту же структуру, что и в спинальном ганглии, за исключением того, что в симпатических ганглиях есть синапсы. Поэтому оболочка вокруг симпатических нейронов должна сильнее выдаваться, чтобы покрыть аксонный бугорок. Участки оболочки рядом с аксонным бугорком толще, чем оболочка, окружающая другие части нейрона. Это свидетельствует о том, что мантийные глиоциты играют роль в создании определенной среды вокруг синапса, влияя на синаптическую передачу.

### Отличия от других глиальных клеток
Многие люди сравнивают мантийные глиоциты с астроцитами в ЦНС, потому что у них есть некоторые общие физиологические и анатомические свойства, такие как присутствие транспортеров нейромедиатора и экспрессия глутаминсинтетазы. Тем не менее, существуют отличительные факторы, которые позволяют выделить мантийные глиоциты в свою собственную, отдельную категорию глиальных клеток. Мантийные глиоциты часто окружают отдельные сенсорные и парасимпатические нейроны полностью, непрерывной оболочкой, в то время как у  большинства нейронов симпатических ганглиев отсутствует непрерывная оболочка, что позволяет совершать ограниченный прямой обмен веществ между внеклеточным пространством нейрона и пространством  соединительной ткани, где находятся мантийные глиоциты. Более того, между мантийными глиоцитами, окружающими соседние нейроны, существуют щелевые контакты, также как и между мантийными глиоцитами в одной оболочке (рефлексивные щелевые контакты).
Эти щелевые контакты были обнаружены с помощью электронной микроскопии и различных маркеров, таких как Lucifer yellow или нейробиотин. Степень того, насколько связаны мантийные глиоциты одной или разных оболочек, связана с уровнем pH в клеточной среде.
В опытах на крысах и мышах было обнаружено, что мантийные глиоциты обладают  рецепторами ко многим нейромедиаторам, например, мускариновыми рецепторами к ацетилхолину и рецепторами к эритропоэтину. Для дифференциации между мантийными глиоцитами и другими глиальными клетками исследователи использовали маркеры для идентификации белков, имеющихся в различных клетках. Хотя мантийные глиоциты экспрессируют глиальный фибрилярный кислый белок(GFAP) и S-100 протеины, самым используемым маркером для идентификации мантийных глиоцитов на сегодня является глутаминсинтетаза. Уровень экспрессии глутаминсинтетазы относительно низкий в покое, но он значительно увеличивается, если у нейрона повреждается аксон. Кроме того, мантийные глиоциты располагают механизмами для высвобождения цитокинов, Аденозинтрифосфата (АТФ) и других химических вторичных мессенджеров.

## Функция
Прямо сейчас идет исследование с целью установить физиологическую роль мантийных глиоцитов. Современные теории предполагают, что мантийные глиоциты играют значимую роль в контроле микросреды симпатических ганглиев. Эти теории базируются на наблюдении, что мантийные глиоциты почти полностью обволакивают нейроны и могут регулировать проницаемость клеточной мембраны.  Было показано, что если ввести прямо в шейный ганглий, чтобы миновать систему кровообращения, флюоресцентный белок, он не обнаруживется на поверхности нейронов. Это говорит о том, что мантийные глиоциты могут регулировать внеклеточное пространство отдельных нейронов. Некоторые полагают, что мантийные глиоциты в  ганглиях вегетативной нервной системы играют такую же роль, как и гемато-энцефалический барьер – как функциональный барьер для больших молекул.
Роль мантийных глиоцитов, как регулятора нейронной микросреды дополнительно характеризуется их электрическими свойствами, которые очень похожи на свойства астроцитов. Астроциты играют хорошо изученную и определенную роль в контроле микросреды в мозге, поэтому исследователи исследуют любую гомологичную роль мантийных глиоцитов в симпатичных ганглиях. Одним из способов контроля микросреды в сенсорных ганглиях – это поглощение веществ с помощью специализированных белков-транспортеров, которые переносят нейромедиаторы в клетку  совместно с Na+ и CL−. В мантийных глиоцитах были найдены транспортеры глутамата и гамма-аминомасляной кислоты (ГАМК). Видимо, они,  активно участвуют в контроле состава внеклеточного пространства ганглиев. Фермент глутаминсинтетаза, которая катализирует превращение глутамата в глутамин, содержится в больших количествах в мантийных глиоцитах. Кроме того, мантийные глиоциты содержат имеющие отношение к глутамату ферменты глутаматдегидрогеназы и пируваткарбоксилазы, и таким образом могут обеспечивать нейроны не только глутамином, но и малатом, и лактатом.

### Молекулярные свойства
В отличие от соседствующих с ними нейронов, мантийные глиоциты не имеют синапсов, но оснащены рецепторами для различных нейромедиаторов, которые аналогичны встречающимся в нейронах. В синаптических бутонах, а также в других частях нейрона есть рецепторы к ацетилхолину, ГАМК, глутамату, АТФ, норадреналину, веществу Р, капсаицину - которые непосредственно влияют на физиологию этих клеток. Текущие исследования показывают, что мантийные глиоциты также способны реагировать на те же химические стимулы, что и нейроны. Исследования продолжаются, и роль мантийных глиоцитов в механизмах восстановления нейронов после травм еще предстоит полностью изучить.

## Роль в возникновении различных патологий

### Хроническая боль
Давно признана роль глиальных клеток, включая мантийные глиоциты, в ответе на повреждения и травмы нейронов. Мантийные глиоциты играют особую роль в возникновении и поддержании хронических болей, включая гипералгезию и другие формы спонтанных болей.

#### Секреция биологически активных молекул

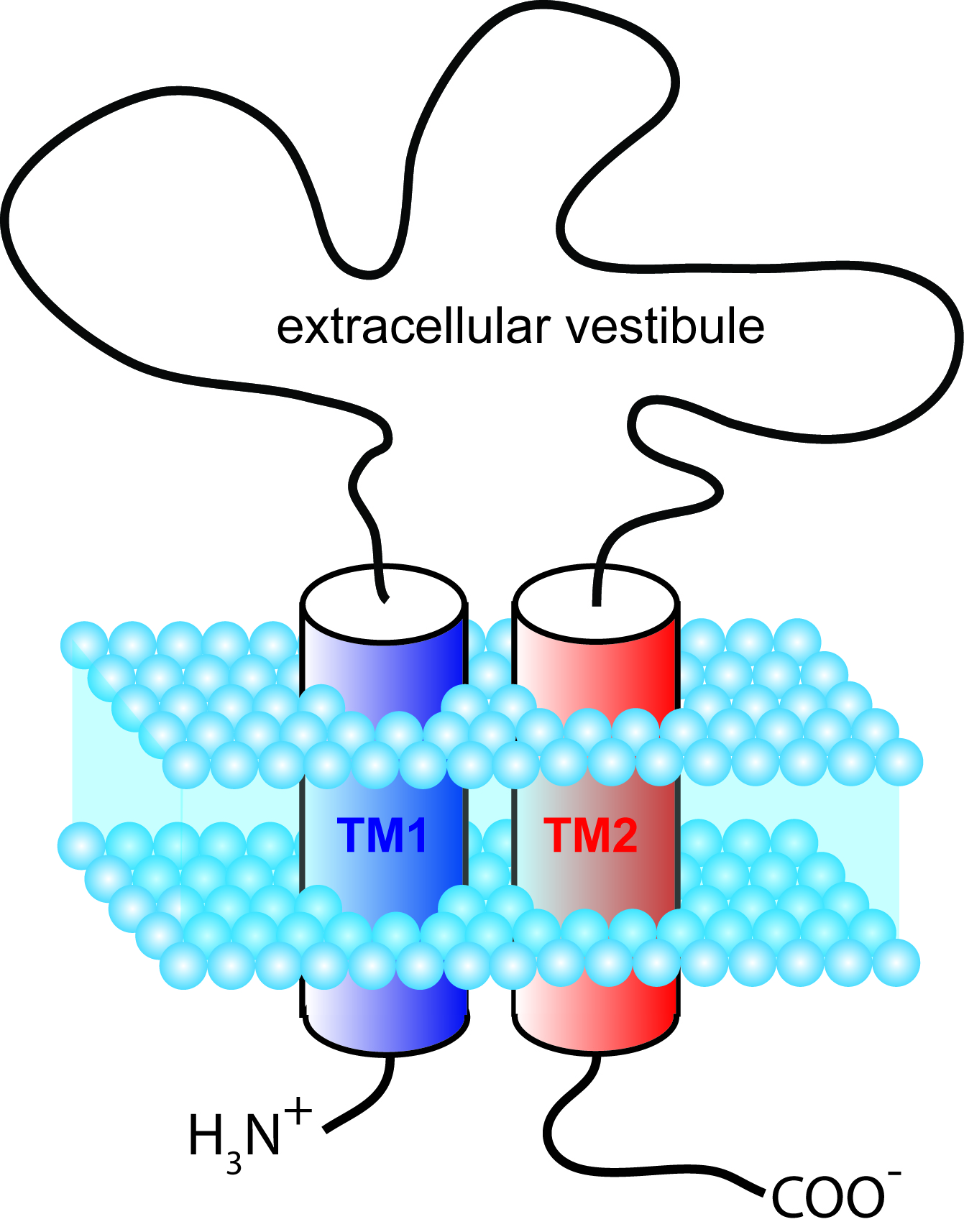
Презентация типичной субъединицы P2X, связанной с плазматической мембраной.

Мантийные глиоциты могут высвобождать цитокины и другие биологически активные молекулы, которые передают боль нейронально. Нейротрофины, фактор некроза опухоли-aльфа(ФНО-альфа) – другие клеточные факторы, которые повышают чувствительность нейронов к боли.  Мантийные глиоциты присутствуют в ПНС в меньшем количестве, чем другие более известные типы глиальных клеток, например, астроциты, но они влияют на ноцицепцию из-за некоторых из их физиологических и фармакологических свойств. На самом деле, как и астроциты, мантийные глиоциты могут воспринимать и регулировать активность близлежащих нейронов. Во-первых, после повреждения нейрона, мантийные глиоциты начинают повышать уровень GFAP и делиться. Они могут выпустить хемокины, которые являются аналогами тех, которые выпускают Шванновские клетки и способствуют привлечению и пролиферации макрофагов. Кроме того, несколько исследовательских групп обнаружили, что уровень связи между мантийными глиоцитами увеличивается после повреждения нерва, что оказывает влияние на восприятие боли, вероятно, по нескольким причинам. Обычно для перераспределения ионов K+ между соседними мантийными глиоцитами используются щелевые контакты. Однако при повреждении нерва количество щелевых контактов между ними сильно увеличивается. Возможно, это связано с большим количеством АТФ и глутамата, что в конечном итоге приводит к увеличению рециркуляции глутамата. Увеличение уровня глутамата приводит к чрезмерному возбуждению и усилению ноцицепции.

#### Разнообразие рецепторов и ионных каналов
Различные нейрональные рецепторы, присутствующие на мантийных глиоцитах, являются участниками в АТФ-вызываемых болевых сигналах, особенно пуриноцепторы: гомомультимер P2X3 и гетеромультимер P2X2/3. В целом, семейство рецепторов P2X реагирует на  АТФ, выпущенный из нейронов. Почти все из подтипов P2X находятся в сенсорных нейронах, за исключением рецептора P2X7, который избирательно экспрессируется глиальными клетками, в том числе мантийными глиоцитами. Рецептор вовлечен в высвобождение интерлейкинов IL-1β из макрофагов, микроглии и астроцитов. Рецептор, вероятно, играет свою роль в каскаде событий, которые заканчиваются воспалением и невропатической болью. Установлено, что этот рецептор имеет антагониста в виде А-317491, который, при наличии, способен уменьшать как вызванное, так и спонтанное возбуждение различных классов спинальных нейронов, а также ингибировать высвобождение IL-1β. Однако, внешнее влияние рецепторов P2X3 и P2Y1, как полагают, осложняет взаимодействие между P2X7 и его антагонистом, что делает его не идеальной мишенью для использования в фармакологическом лечении.
Рецепторы P2Y также найдены как на нейронах, так и на глиальных клетках. Их роль менее ясна, чем роль рецепторов P2X, но было отмечено, что они имеют несколько конфликтующих функций. В некоторых случаях эти рецепторы действуют как анальгетики, так как P2Y1 обладает способностью подавлять действие P2X3. В других случаях рецепторы способствуют ноцицепции через модуляцию внеклеточной концентрации пептида, связанного с геном кальцитонина (CGRP). Эти противоречащие друг другу роли изучаются, с тем, чтобы в дальнейшем они могли служить потенциальными целями для разработки различных терапевтических препаратов.
Мантийные глиоциты также имеют определенный тип каналов,  Kir4.1 канал, который поддерживает необходимую низкую концентрацию внеклеточного К+ для контроля повышенной возбудимости, которая, как известно, вызывает мигрени. Кроме того, считается, что внеклеточная концентрация К+  контролируется нуклеозидом гуанина гуанозином. Гуанозин может участвовать в коммуникации между нейронами и мантийными глиоцитами и взаимодействиях в сенсорных ганглиях, и он также является потенциальной мишенью, которая может контролировать изменения внеклеточной концентрации K+, связанные с хронической болью.

### Простой герпес
Сенсорные ганглии связаны с вирусными инфекциями, такими как простой герпес, который может существовать в неактивном состоянии в ганглиях на протяжении десятилетий после первичного инфицирования. При реактивации вируса появляются пузырьки на коже и слизистых оболочках. В латентной стадии вирусы редко располагаются в мантийных глиоцитах сенсорных ганглиев, но мантийные глиоциты тем не менее могут играть важную роль в развитии болезни. Предполагается, что мантийные глиоциты могут создавать преграды для распространения вируса от инфицированных к неинфицированным нейронов. Если эта преграда рушится, то инфекция распространяется шире. Это может объясняться тем, что мантийные глиоциты находятся на нейронах, что позволяет им защитить эти нейроны. Также предполагается, что мантийные глиоциты принимают участие в избавлении ганглии от вируса, в защите и восстановлении нервной системы после того, как вирус вышел из латентной стадии.

## Направления исследований
Большая часть информации, имеющейся по теме мантийных глиоцитов, взята из исследований, которые были сосредоточены на сенсорных нейронах, которые мантийные глиоциты окружают, а не на самих мантийных глиоцитах. В будущем исследователи планируют уделять больше времени и внимания мантийным глиоцитам, которые имеют много поддерживающих и защитных функций, необходимых для жизни.  Нейромедиаторные и гормональные рецепторы на мантийных глиоцитах будут изучены и охарактеризованы. Изменения в рецепторах, вызванные различными мутациями и болезнями, также будут изучены для определения эффектов этих состояний. Кроме того, механизм коммуникации между нейронами и мантийными глиоцитами, по существу, неизвестен, хотя, скорее всего, различные рецепторы нейронов и мантийных глиоцитов используются  для химической сигнализации,  возможно, с помощью P2Y. Ca2+ и NO и их эффекты также должны быть изучены, чтобы возникло более глубокое понимание взаимодействия между двумя типами клеток. Наконец, другое направление для будущих исследований – это исследование возможности влияния мантийных глиоцитов на синаптическую передачу в пределах автономных ганглиев.